# Seia
Seia este un oraș în Districtul Guarda, Portugalia.